# Peršėkė
Peršėkė je řeka v jižní Litvě. V horním toku protéká jezerem Obelija, dále teče na severozápad. Po soutoku s řekou Gluosinė se stáčí na severovýchod. V dolním toku teče směrem severním.

## Přítoky
- Levé:

| Hydrologické pořadí | Řeka        | Délka (km) | Povodí (km²) | Vzdálenost od ústí (km) | Ústí kde | Koordináty ústí |
| ------------------- | ----------- | ---------- | ------------ | ----------------------- | -------- | --------------- |
| 10                  | Metelytė    | 5,7        | 63,3         | 44,6                    |          |                 |
| 10                  | Atesė       | 6,5        | 22,9         | 40,4                    |          |                 |
| 10                  | P - 7       | 0,6        | 2,5          | 38,1                    |          |                 |
| 10                  | P - 5       | 2,0        | 1,0          | 36,8                    |          |                 |
| 10                  | Gluosinė    |            |              |                         |          |                 |
| 10                  | P - 3       | 5,8        | 11,6         | 34,2                    |          |                 |
| 10                  | P - 1       | 8,2        | 11,1         | 28,1                    |          |                 |
| 10                  | Varputys    | 6,4        | 9,4          | 21,8                    |          |                 |
| 10                  | Rudė I      | 15,3       | 41,5         | 17,7                    |          |                 |
| 10010903            | Kamaria     | 10,4       | 24,9         | 15,7                    |          |                 |
| 10                  | Vaičiukupis | 7,2        | 11,2         | 13,5                    |          |                 |
| 10                  | Dūmė        | 14,7       | 88,7         | 0,4                     |          |                 |

- Pravé:

| Hydrologické pořadí | Řeka      | Délka (km) | Povodí (km²) | Vzdálenost od ústí (km) | Ústí kde | Koordináty ústí |
| ------------------- | --------- | ---------- | ------------ | ----------------------- | -------- | --------------- |
| 10                  | P - 12    | 2,9        | 4,3          | 51,1                    |          |                 |
| 10                  | P - 10    | 6,6        | 11,0         | 49,2                    |          |                 |
| 10                  | P - 8     | 3,0        | 5,9          | 38,8                    |          |                 |
| 10                  | P - 6     | 2,3        | 2,7          | 38,8                    |          |                 |
| 10                  | Vaisupis  | 1,4        | 3,8          | 24,8                    |          |                 |
| 10                  | Paežerėlė | 4,9        | 92,4         | 22,7                    |          |                 |
| 10                  | Gulbė     | 6,0        | 11,7         | 15,0                    |          |                 |
| 10                  | Rudė III  | 7,6        | 14,3         | 7,9                     |          |                 |
| 10                  | P - 4     | 4,5        | 4,3          | 7,1                     |          |                 |
| 10                  | P - 2     | 2,1        | 2,7          | 3,3                     |          |                 |

## Obce při řece
Cigoniškiai, Remeikiai, Krokialaukis (v okrese Alytus), Sūkuriai, Mackiai, Kieliškas, Balbieriškis (v okrese Prienai)